# Булгакова, Нина Жановна
Нина Жановна Булгакова (род. 8 августа 1926, РСФСР) — российский учёный, в области физического образования и детско-юношеского спорта. Заслуженный работник физической культуры РСФСР (1987).

## Биография
Родилась 8 августа 1926 года. В 1950 году окончила ГЦОЛИФК (с 2011 года Российский государственный университет физической культуры, спорта, молодёжи и туризма). В 1975—2010 гг. профессор кафедры теории и методики спортивного и синхронного плавания, аква аэробики и прыжков в воду. С 1990 член-корреспондент АПН СССР, с 1993 года член-корреспондент РАО, заведующая кафедрой Российского государственного университета физической культуры, спорта, молодёжи и туризма. 13 мая 1987 года получила звание Заслуженного работника физической культуры РСФСР.
В 2023 году награждена орденом Дружбы

## Научная деятельность
Автор 200 научных работ, монографий и пособий: «Обучение и тренировка юного пловца» (1963), «Отбор и подготовка юных пловцов» (1978, 1986; Paris' 1990), её учебники для высших учебных заведений «Плавание» (1979, 1984 — переведены на болгарский и эстонский язык; ред. и соавт.), «Спортивное плавание» (1996, ред. и соавт.), «Обучение плаванию в школе» (1974), «Плавание» (1984), «Физическая культура в школе» (1979, 1984, 1987, 1988, 1990, 1992, соавт.), «Учитесь плавать» (1955), «Плавание в пионерском лагере» (1970, 1973, 1989), «Учите детей плавать» (1977, 1984), «Игры и развлечения на воде» (1980).
Под её руководством было сдано 7 докторских и более 40 кандидатских диссертаций, подготовила 36 заслуженных тренеров СССР и России. 

## Основные работы
- Булгакова Н. Ж. Обучение плаванию детей младшего школьного возраста (7 - 10 лет) / дисс. к.п.н. Булгакова Н. Ж.: В 2-х ч. — М.: ГЦОЛИФК, 1953. — 209 с.
- Булгакова Н. Ж. Проблема отбора в процессе многолетней тренировки (на материале плавания) / дисс. д.п.н. Булгакова Н. Ж.: В 2-х ч. — М.: ГЦОЛИФК, 1976. — 253 с.
- Булгакова Н. Ж. Отбор и подготовка юных пловцов. — М.: Физкультура и спорт, 1978. — 152 с.
- Булгакова Н. Ж. Игры у воды, на воде, под водой. — М.: Физкультура и спорт, 2000. — 76 с. — ISBN 5-278-00684-6.
- Булгакова Н. Ж. Оздоровительное, лечебное и адаптивное плавание: учебное пособие: для студентов, обучающихся по специальности - Физическая культура для лиц с отклонениями в состоянии здоровья, - Физическая культура и спорт, - Рекреация и спортивно-оздоровительный туризм. — 2-е издание, стер.. — М.: Академия, 2008. — 428 с. — (Высшее профессиональное образование. Физическая культура и спорт). — ISBN 978-5-7695-5626-5.
- Булгакова Н. Ж., Попов И. О., Распапова Е. А. Теория и методика плавания: учебник для студентов учреждений высшего профессионального образования, обучающихся по направлению подготовки «Педагогическое образование» профиль «Физическая культура» / под ред. Булгаковой Н. Ж.. — М.: Академия, 2014. — 318 с. — (Высшее профессиональное образование. Физическая культура и спорт.). — 1000 экз. — ISBN 978-5-4468-0309-5.
- Булгакова Н. Ж. Игры на воде для обучения и развлечения. Методические рекомендации. Водные виды спорта. — М.: Физкультура и спорт, 2016. — 68 с. — ISBN 978-5-906839-03-9.
- Булгакова Н. Ж. Плавание. Водные виды спорта. — М.: Инфра-М, 2017. — 290 с. — (Высшее образование: Бакалавриат.). — 50 экз. — ISBN 978-5-16-011850-5.
- Митрофанов А. А., Булгакова Н. Ж., Попов О. И. Использование гидроакустической спидографии для оценки внутрицикловой скорости в плавании.. — КиберЛенинка, 2018. — № 10. — С. 164.